# Notasterias stolophora
Notasterias stolophora är en sjöstjärneart som beskrevs av Fisher 1940. Notasterias stolophora ingår i släktet Notasterias och familjen trollsjöstjärnor. Inga underarter finns listade i Catalogue of Life.